# Resolució 1858 del Consell de Seguretat de les Nacions Unides
La Resolució 1858 del Consell de Seguretat de les Nacions Unides fou adoptada per unanimitat el 22 de desembre de 2008. Després de recordar les resolucions anteriors sobre la situació a Burundi, el Consell ha decidit prorrogar el mandat de l'Oficina Integrada de les Nacions Unides a Burundi (BINUB) durant un any, fins al 31 de desembre de 2009.
El Consell ha destacat la necessitat que la comunitat internacional mantingui el seu suport a la consolidació de la pau i al desenvolupament a Burundi, i ha subratllat la importància del suport de la BINUB a les futures eleccions de 2010 i al procés de desarmament, desmobilització i reintegració dels excombatents, en coordinació amb el Govern, l'equip de les Nacions Unides al país i la Comissió de Consolidació de la Pau. També insta al govern de Burundi, per una part, a prendre les mesures necessàries per evitar la violència de gènere i portar-ne els responsables davant la justícia, per l'altra, a les Forces Nationales de Libération (Palipehutu-FNL) a alliberar immediatament i incondicional a tots els nens soldat, i a ambdues parts, a concloure satisfactòriament l'última fase del procés de pau abans del 31 de desembre de 2008.